# ديبورا بوروس
ديبورا بوروس (بالإنجليزية: Deborah Burrows)‏ (1959، برث في أستراليا)؛ محامية وروائية أسترالية.